# کادان
کادان (به چکی: Kadaň) یک منطقهٔ مسکونی در جمهوری چک است که در ناحیه خوموتوو واقع شده‌است. کادان ۱۸٬۷۵۹ نفر جمعیت دارد.